# Lola LC88
Lola LC88 — болид Формулы-1 команды Larrousse, спроектированный под руководством Эрика Бродли и построенный компанией Lola Cars для участия в чемпионате 1988 года.

## История

Lola Ford LC88

Шасси LC88 представляло собой слегка модернизированный прошлогодний автомобиль LC87. Изменения коснулись только передних амортизаторов, выпускных коллекторов и кожуха двигателя, от которого Ральф Беллами решил просто отказаться. Шасси получилось более тяжёлым и медленным. Гонщикам ни разу за сезон не удалось попасть в очки.
На модернизированное шасси LC88B 1989 года устанавливался двигатель Lamborghini 3512 V12.

## Результаты выступлений в гонках
| Год  | Шасси | Двигатель                | Шины | Пилоты   | 1    | 2    | 3    | 4    | 5   | 6    | 7    | 8   | 9    | 10  | 11   | 12   | 13   | 14  | 15  | 16  | Место | Очки |   |
| ---- | ----- | ------------------------ | ---- | -------- | ---- | ---- | ---- | ---- | --- | ---- | ---- | --- | ---- | --- | ---- | ---- | ---- | --- | --- | --- | ----- | ---- | - |
| 1988 | LC88  | Ford Cosworth DFZ V8 3,5 | G    |          | БРА  | САН  | МОН  | МЕК  | КАН | ДЕТ  | ФРА  | ВЕЛ | ГЕР  | ВЕН | БЕЛ  | ИТА  | ПОР  | ИСП | ЯПО | АВС | НКЛ   | 0    |   |
| 1988 | LC88  | Ford Cosworth DFZ V8 3,5 | G    | Дальмас  | Сход | 12   | 7    | 9    | НКВ | 7    | 13   | 13  | 19   | 9   | Сход | Сход | Сход | 11  |     |     | НКЛ   | 0    |   |
| 1988 | LC88  | Ford Cosworth DFZ V8 3,5 | G    | Судзуки  |      |      |      |      |     |      |      |     |      |     |      |      |      |     | 16  |     | НКЛ   | 0    |   |
| 1988 | LC88  | Ford Cosworth DFZ V8 3,5 | G    | Рафанель |      |      |      |      |     |      |      |     |      |     |      |      |      |     |     | НКВ | НКЛ   | 0    |   |
| 1988 | LC88  | Ford Cosworth DFZ V8 3,5 | G    | Альо     | Сход | 17   | Сход | Сход | 10  | Сход | Сход | 14  | Сход | 12  | 9    | Сход | Сход | 14  | 9   | 10  | НКЛ   | 0    |   |
| 1989 | LC88B | Lamborghini 3512 V12 3,5 | G    |          |      | БРА  | САН  | МОН  | МЕК | США  | КАН  | ФРА | ВЕЛ  | ГЕР | ВЕН  | БЕЛ  | ИТА  | ПОР | ИСП | ЯПО | АВС   | 16   | 1 |
| 1989 | LC88B | Lamborghini 3512 V12 3,5 | G    | Дальмас  | НКВ  | НС   |      |      |     |      |      |     |      |     |      |      |      |     |     |     |       | 16   | 1 |
| 1989 | LC88B | Lamborghini 3512 V12 3,5 | G    | Альо     | 12   | Сход |      |      |     |      |      |     |      |     |      |      |      |     |     |     |       | 16   | 1 |

| Легенда к таблице |                                                                    |
| --- | ------------------------------------------------------------------ |
| В таблице перечислены результаты всех Гран-при Формулы-1, в которых использовался автомобиль. Строками таблицы являются сезоны, столбцами — этапы чемпионата мира. В каждой клетке указаны сокращённое название этапа и результат, дополнительно обозначенный цветом. Расшифровка обозначений и цветов представлена в нижеследующей таблице. |                                                                    |
| \| Пример \| Описание \| \| ------------ \| ------------------------------------------------------------------ \| \| 1 \| Победитель \| \| 2 \| Второе место \| \| 3 \| Третье место \| \| 5 \| Финишировал, заработав очки \| \| Сход \| Не финишировал, но при этом заработал очки \| \| 12 \| Финишировал, не получив очков \| \| НКЛ \| Финишировал, но не попал в финальную классификацию \| \| 15 \| Участвовал вне зачёта, либо по отдельной классификации \| \| 18 \| Не финишировал, но попал в финальную классификацию \| \| Сход \| Не финишировал \| \| НКВ \| Не прошёл квалификацию \| \| НПКВ \| Не прошёл предквалификацию \| \| ДСК \| Дисквалифицирован \| \| ИСК \| Исключён из протокола соревнований \| \| ТТ \| Заявлен для участия только в тренировках \| \| НС \| Участвовал в квалификации, но не стартовал в гонке \| \| Т \| Травмирован или болен \| \| ОТК \| Отказ от участия \| \| НТР \| Прибыл на соревнования, но на трассу не выезжал \| \| НПР \| Был заявлен в числе участников, но не прибыл к началу соревнований \| \| О \| Соревнования отменены \| \| \| Не участвовал \| \| Поул-позиция \| \| \| Быстрый круг \| \| |                                                                    |
| Пример | Описание                                                           |
| 1 | Победитель                                                         |
| 2 | Второе место                                                       |
| 3 | Третье место                                                       |
| 5 | Финишировал, заработав очки                                        |
| Сход | Не финишировал, но при этом заработал очки                         |
| 12 | Финишировал, не получив очков                                      |
| НКЛ | Финишировал, но не попал в финальную классификацию                 |
| 15 | Участвовал вне зачёта, либо по отдельной классификации             |
| 18 | Не финишировал, но попал в финальную классификацию                 |
| Сход | Не финишировал                                                     |
| НКВ | Не прошёл квалификацию                                             |
| НПКВ | Не прошёл предквалификацию                                         |
| ДСК | Дисквалифицирован                                                  |
| ИСК | Исключён из протокола соревнований                                 |
| ТТ | Заявлен для участия только в тренировках                           |
| НС | Участвовал в квалификации, но не стартовал в гонке                 |
| Т | Травмирован или болен                                              |
| ОТК | Отказ от участия                                                   |
| НТР | Прибыл на соревнования, но на трассу не выезжал                    |
| НПР | Был заявлен в числе участников, но не прибыл к началу соревнований |
| О | Соревнования отменены                                              |
| | Не участвовал                                                      |
| Поул-позиция |                                                                    |
| Быстрый круг |                                                                    |